# Spišská Belá
Spišská Belá és una ciutat d'Eslovàquia. Es troba a la regió de Prešov, al nord del país.

## Història
La primera referència escrita de la vila data del 1263.

## Demografia
| Godina             | 1994 | 2004   | 2014   | 2024   |
| ------------------ | ---- | ------ | ------ | ------ |
| Nombre de persones | 5798 | 6175   | 6568   | 6660   |
| Diferència         |      | +6,50% | +6,36% | +1,40% |

| Godina             | 2023 | 2024   |
| ------------------ | ---- | ------ |
| Nombre de persones | 6659 | 6660   |
| Diferència         |      | +0,01% |

## Ciutats agermanades
- Choszczno, Polònia
- Bruck, Alemanya
- Ożarów, Polònia
- Sczcawnica, Polònia